# استویان کولف
استویان کولف (بلغاری: Стоян Колев؛ زادهٔ ۳ فوریهٔ ۱۹۷۶) بازیکن فوتبال اهل بلغارستان است.
از باشگاه‌هایی که در آن بازی کرده‌است می‌توان به باشگاه فوتبال زسکا صوفیه اشاره کرد.
وی همچنین در تیم ملی فوتبال بلغارستان بازی کرده‌است.